# 好きさ好きさ好きさ
「好きさ好きさ好きさ」（すきさすきさすきさ、I Love You）は、ゾンビーズが1965年に発表した楽曲。

## 解説
元々は「お好きな時に（Whenever You're Ready）」のB面曲であった。本国（イギリス）ではヒットしなかったが、日本などではヒットした。
アメリカではピープルに、日本ではザ・カーナビーツやMi-Ke、諏訪部順一など、多くのアーティストにカバーされた。

## 収録曲（日本盤）
1. 好きさ好きさ好きさ
2. お好きな時に

## カバー

### 日本国外
- ピープル（1968年）

### 日本
- ザ・カーナビーツ（1967年）
- アウト・キャスト（1967年。原詞）
- チャコとヘルス・エンジェル（1974年。訳詞：馬飼野俊一）
- V.S.O.P（1976年）
- メイジャー・チューニング・バンド（1977年） - メドレー曲「ソウル・これっきりですよ!!」（同名シングルに収録）の1曲として歌唱。
- 遠藤ミチロウ（1984年）
- 小林彩子（1990年）
- Mi-Ke（1991年）
- 跡部景吾（声優：諏訪部順一）（2008年）
- 吉幾三（2019年、アルバム『あの頃の青春を詩う vol.4 グループサウンズ編』収録）
- Chage（2019年、アルバム『Feedback』収録） - 「悲しき願い」とのメドレー曲として収録されている。

## ザ・カーナビーツ版
『好きさ好きさ好きさ』はザ・カーナビーツのデビューシングル。

### 解説
- 1967年発売。訳詞：漣健児。
- 120万枚[2][出典無効]または150万枚[3]の売上を記録。
- 後に、Mi-Ke版のゲストボーカルとしてアイ高野が参加した。

### 収録曲
1. 好きさ好きさ好きさ
2. 口笛天国

## 小林彩子版
『好きさ好きさ好きさ』は、1990年11月21日に発売された小林彩子の4枚目のシングル。

### 解説
- ザ・カーナビーツ版と同じ歌詞でカバー。
- テレビ東京系「タミヤRCカーグランプリ」テーマソング。

### 収録曲
1. 好きさ好きさ好きさ
日本語詞：漣健児／作曲：Chris White／編曲：馬飼野康二
2. From Hanako
作詞：SHOW／作曲・編曲：馬飼野康二

## Mi-Ke版
『好きさ好きさ好きさ』はMi-Keの2枚目のシングル。

### 解説
- ザ・カーナビーツ版と同じ歌詞でカバー。
- ザ･カーナビーツのアイ高野がゲストボーカルとして参加[4]。ロックの要素を取り入れたアレンジ。
- 日本テレビ系「ん!?さんま」オープニング・テーマ。
- BMGルームスより再発されている。
- 両A面シングルの「スワンの涙」はオックスのヒット曲のカバーである（元オックスの真木ひでとがゲストボーカルとして参加している[4]）。

### 収録曲
1. 好きさ好きさ好きさ
  - 作詞・作曲：クリス・ホワイト、日本語訳：漣健児
2. スワンの涙
  - 作詞：橋本淳、作曲：筒美京平
3. 好きさ好きさ好きさ（オリジナル・カラオケ）
4. スワンの涙（オリジナル・カラオケ）
5. 想い出の渚（オリジナル・カラオケ）

## 跡部景吾（声優：諏訪部順一）版
『好きさ好きさ好きさ』は跡部景吾（声優：諏訪部順一）のシングル。

### 解説
- ザ・カーナビーツ版と同じ歌詞でカバー。
- テレビ東京系アニメ「テニスの王子様」キャラクターソング

### 収録曲
1. 好きさ好きさ好きさ
  - 作詞・作曲：クリス・ホワイト、日本語訳：漣健児、編曲：重久義明
2. EXISTENCE -ULTIMATE DANCE MIX-
  - 作詞・作曲：POM、編曲：Engelberg
3. 好きさ好きさ好きさ（オリジナル・カラオケ）